# Ariopsis seemanni
Ariopsis seemanni (Günther, 1864) è un pesce osseo marino e d'acqua dolce, appartenente alla famiglia Ariidae.

## Distribuzione e habitat
L'areale della specie comprende le acque costiere dell'Oceano Pacifico orientale tra il Messico e il Perù nonché gli estuari e i tratti terminali dei fiumi della stessa area geografica. Gli adulti vivono solo in acqua marina.

## Descrizione
La colorazione è argenteo/bronzea con pinne pettorali, pinne ventrali e pinna anale nere con bordo posteriore biancastro. I grandi esemplari possono avere una colorazione scura.
La taglia massima è di 35 cm.

## Pesca
È importante per la piccola pesca professionale costiera delle zone di diffusione.

## Acquariofilia
Gli adulti sono idonei solo per i grandi acquari pubblici.

## Stato di conservazione
Questa specie non risente di particolari minacce.